# Sicista praeloriger
Espèce
Sicista praeloriger est une espèce fossile de rongeurs de la famille des Dipodidae.

## Distribution et époque
Cette siciste a été découverte en Hongrie, en République tchèque et en Roumanie. Elle vivait à l'époque du Pliocène jusqu'au Pléistocène.

## Taxinomie
Cette espèce a été décrite pour la première fois en 1930 par le scientifique hongrois Tivadar Kormos.

## Publication originale
(de) Kormos, 1930 : « Diagnosen neuer Säugetiere aus dem Oberpliozänen fauna des Somlyóberges bei Püspökfürdö ». Annales Musei Nationalis Hungarici, vol. 27, p. 237-246 (texte intégral) (consulté le 19 octobre 2013).